# Ducato di Bretagna
Il Ducato di Bretagna (in francese: Duché de Bretagne; in bretone: Dugelezh Breizh, e in dialetto gallo Duchë de Bertaèyn) fu uno Stato medievale. Il suo territorio, parte di quello dell'antica Armorica a ovest di Mont-Saint-Michel, corrisponde all'attuale regione della Bretagna e a gran parte del dipartimento della Loira Atlantica, dove si trovano la città di Nantes e il vecchio paese di Retz.
Il ducato si costituì con Alano II nel 939, nel quadro della conquista normanna, fu infatti fondato in seguito all'espulsione degli eserciti vichinghi dalla regione. Il Ducato, nel X e XI secolo, era politicamente instabile, con i duchi che detenevano solo un potere limitato al di fuori delle loro terre personali. Il Ducato aveva relazioni contrastanti con il vicino Ducato di Normandia, a volte alleandosi con la Normandia e in altri momenti, come nella guerra bretone-normanna, entrando in aperto conflitto.
Enrico II d'Inghilterra invase la Bretagna a metà del XII secolo e divenne conte di Nantes nel 1158 in base a un trattato con il duca Conan IV. Il figlio di Enrico, Goffredo, divenne duca attraverso il suo matrimonio con Costanza, la duchessa ereditaria. Gli Angioini mantennero il controllo fino al crollo del loro impero nella Francia settentrionale nel 1204. La corona francese mantenne la sua influenza sul ducato per il resto del XIII secolo. Gli ordini monastici supportati dall'aristocrazia bretone si diffusero nel ducato nell'XI e nel XII secolo e nel XIII i primi ordini mendicanti si stabilirono nelle principali città della Bretagna. La guerra civile scoppiò nel XIV secolo, quando i rivali pretendenti al ducato gareggiarono per il potere durante la guerra di successione bretone, con diverse fazioni supportate da Inghilterra e Francia.
La natura sovrana indipendente del Ducato cominciò a concludersi con la morte di Francesco II nel 1488. Il Ducato fu ereditato da sua figlia, Anna, ma il re Carlo VIII di Francia fece annullare il suo matrimonio esistente e poi la sposò lui stesso. Di conseguenza, il re di Francia acquisì il titolo di Duca di Bretagna - jure uxoris. La corona ducale si unì alla corona francese nel 1532 tramite un voto degli Stati di Bretagna, dopo la morte della regina Claudia di Francia, l'ultima duchessa sovrana. I suoi figli Francesco III, Duca di Bretagna e poi Enrico II di Francia avrebbero in ogni caso creato un'unione personale alla morte del padre.
Dopo la Rivoluzione francese, e come risultato delle varie forme repubblicane di governo francese dal 1792, il ducato fu sostituito dal sistema francese dei dipartimenti che continua sotto la Quinta Repubblica di Francia. In epoca moderna i dipartimenti si sono anche uniti in regioni amministrative sebbene la regione amministrativa della Bretagna non comprenda l'intero ducato medievale.

## Contesto

La Bretagna nel IX secolo

### Dall'Armorica alla Bretagna (VIII-IX secolo)
Il Medioevo è prima di tutto un periodo di emancipazione politica per l'Armorica. La provincia dell'Impero romano passa gradualmente sotto il controllo dei Bretoni che lasciano la Britannia insulare sotto la pressione dei Sassoni, degli Angli, dei Juti, dei Pitti e degli Scoti. Questa migrazione inizia alla fine del IV secolo e dura fino al VI secolo. I Bretoni costituiscono piccoli regni comunitari che resistono all'avanzata dei Franchi. Il primo vero regno di Bretagna raggiunge la sua massima espansione territoriale durante il regno di Erispoe (851-857), figlio di Nominoë, inviato carolingio che ha ottenuto l'indipendenza. Il territorio si estende brevemente sulla penisola del Cotentin, l'Avranchin e una parte del Maine.
Il Ducato di Bretagna che emerse all'inizio del X secolo fu influenzato da diverse precedenti politiche. Prima dell'espansione dell'Impero romano nella regione, le tribù galliche avevano occupato la penisola armoricana, dividendola in cinque regioni che poi costituirono la base per l'amministrazione romana dell'area e che sopravvissero fino al periodo del Ducato. Queste tribù galliche, chiamate Armorici in latino, avevano strette relazioni con le tribù dei Britanni nella Britannia romana. Tra la fine del IV e l'inizio del VII secolo, molti di questi Britanni migrarono nella penisola armoricana, mescolandosi con la popolazione locale per formare i successivi Britanni, che alla fine divennero i Bretoni. Le ragioni di queste migrazioni rimangono incerte. Queste migrazioni dalla Gran Bretagna contribuirono al nome della Bretagna.
La Bretagna si frammentò in piccoli regni in guerra, ognuno dei quali competeva per le risorse. L'impero carolingio franco conquistò la regione durante l'VIII secolo, a partire dal 748 circa, prendendo l'intera Bretagna entro il 799. I Carolingi cercarono di creare un'amministrazione unitaria attorno ai centri di Rennes, Nantes e Vannes usando i governanti locali, ma la presa dei re di Bretagna sulla regione rimase debole. La tecnologia e la cultura carolingia iniziarono a influenzare la Bretagna e anche la chiesa in Bretagna iniziò a emulare il modello franco.
La più grande influenza sul successivo Ducato, tuttavia, fu la formazione di un regno unitario di Bretagna nel IX secolo. Nell'831, Ludovico il Pio nominò Nominoë, conte di Vannes, sovrano dei Bretoni, missus imperiale, a Ingelheim nell'831. Dopo la morte di Ludovico nell'840, Nominoe si eresse per sfidare il nuovo imperatore, Carlo il Calvo, incoraggiato in parte dalle nuove incursioni vichinghe sull'impero. Carlo il Calvo creò le Marche di Neustria per difendere la Francia occidentale dai Bretoni e dai Vichinghi. Erispoë combatté contro Carlo il Calvo, che riteneva che un attacco rapido avrebbe sfidato con successo il nuovo condottiero bretone. Erispoë vinse la battaglia di Jengland e, con il loro trattato di Angers nell'851, l'indipendenza della Bretagna fu assicurata.
Il nuovo regno si dimostrò fragile e crollò sotto l'attacco vichingo. Nell'853 il vichingo Godfried lasciò la Senna con la sua flotta, navigò attorno alla penisola bretone e saccheggiò Nantes. Erispoë strinse un'alleanza con il capo di un'altra flotta vichinga, Sidroc, che lo tradì, causando la sconfitta di Erispoë per mano dei Vichinghi. Un Erispoë indebolito governò fino all'857 quando fu assassinato e poi seguito come sovrano bretone dal cugino e rivale, Salomone, il conte di Rennes e Nantes. Le incursioni vichinghe continuarono. Alano I sconfisse con successo un'ondata di Vichinghi intorno al 900, espandendo il regno per includere non solo i territori bretoni di Léon, Domnonée, Cornouaille e Vannetais, ma anche le contee franche di Rennes, Nantes, Coutances e Avranches, così come le parti occidentali di Poitou e Anjou. Il successo militare di Alano I si tradusse in un periodo di pace dalle invasioni vichinghe e poche incursioni dei Vichinghi furono registrate dal 900 al 907.
Dopo la morte di Alano I nel 907, la Bretagna fu nuovamente invasa dai Vichinghi. Si dice che Folco il Rosso, conte d'Angiò, abbia occupato Nantes dal 907 al 919, quando la abbandonò agli invasori Vichinghi. Nel 919, la grande flotta vichinga di Rognvaldr sbarcò a Nantes, arrivando rapidamente a dominare la regione. Questa invasione accelerò l'esodo dei Bretoni, incluso quello dei machtierns, "gli ufficiali ereditari locali da cui dipendeva l'amministrazione civile". Tra i rifugiati c'erano Mathedoi, il conte di Poher, e suo figlio Alano Barbetorte, nipote di Alano I; fuggirono in Inghilterra e vissero in esilio nelle corti di Edoardo il Vecchio e del figlio e successore di Edoardo, Atelstano d'Inghilterra. L'occupazione vichinga della Bretagna durò fino al 936 circa. Sono disponibili poche notizie storiche di questo periodo fino al ritorno di Alano Barbetorte nel 937 per espellere i Vichinghi e ristabilire una versione dell'ex regno carolingio.

## Storia

### X secolo
Il Ducato di Bretagna emerse dopo il ritorno di Alano Barbetorte nella regione dall'Inghilterra nel 936. Barbetorte rivendicò i titoli di Conte di Cornovaglia e Nantes e, come Alano II, regnò come il nuovo Brittonum dux. Utilizzando una rete di piccole città difese e siti monastici, Alano respinse l'avanzata vichinga. Il 1º agosto 939, con l'aiuto di Judicael Berengario, conte di Rennes, e Ugo I, conte del Maine, sconfisse i vichinghi nella battaglia di Trans-la-Forêt, completando la loro espulsione dalla Bretagna. Il ducato di Alano era più piccolo del precedente Regno di Bretagna, poiché, nonostante l'acquisizione di Magues e Tiffauges nel sud, i duchi non governavano più le regioni di Cotentin, Avranchin e Mayenne. Alano rese omaggio a Luigi IV di Francia per la Bretagna nel 942. Nonostante alcune influenze celtiche più antiche, il nuovo ducato era per molti versi simile agli altri stati post-carolingi che si stavano formando nella regione. Nei decenni successivi, una rete di potenti signori locali emerse in tutta la Bretagna, occupando castelli di motta castrale e dovendo una debole lealtà feudale al duca. L'est della Bretagna fu il primo a cambiare, ma le pratiche si diffusero nei successivi cinquant'anni nelle regioni più remote del nord e del sud-ovest.
Alano II era anche alleato di Teobaldo I di Blois, il conte di Bois. Alano II aveva sposato la sorella di Teobaldo, Adelaide, dando a Teobaldo influenza fino a Rennes. Tuttavia la morte di Alano II lasciò un vuoto in Bretagna rendendola vulnerabile all'invasione dei Normanni o degli Angioini. A sua volta, il recentemente vedovo Folco II, conte d'Angiò, alleato di Teobaldo, sposò la vedova di Alano II. Alla sua morte, Alano II fu succeduto dal figlio Drogone. Il governo di Drogone costituì il precedente per il ruolo di un reggente durante la minore età di un erede ducale. Durante tutto il suo regno, Drogone fu sotto la reggenza condivisa di suo zio, il conte di Blois, Teobaldo I (che affidò l'amministrazione del ducato a Wicohen, arcivescovo di Dol, e al conte di Rennes Juhel Berengario come amministratori), e del suo patrigno, Folco II, conte d'Angiò.
Sotto Drogone, il ducato continuò a sperimentare instabilità politica e lui non fu in grado di sostenere la sua linea. Drogone morì nel 958. Due dei figli illegittimi di Alano II, Hoël e Guerich, tentarono di agire come conti di Nantes e preservare la loro pretesa al ducato, ma alla fine non ci riuscirono. Nel 990 il figlio di Juhel Berengario Conan I, nipote di Pascweten, divenne duca e il titolo passò alla Casa di Rennes. Conan I regnò solo per due anni e morì combattendo contro il cognato Folco III, conte d'Angiò alla battaglia di Conquereuil il 27 giugno 992. Gli successe il figlio maggiore Goffredo I. Blois minacciò la successione di Conan. Il duca Goffredo I, membro della Casa di Nantes, stipulò un'alleanza dinastica con Riccardo II, duca di Normandia, in un doppio matrimonio diplomatico tra le due case. Le cerimonie nuziali sancite dalla chiesa si tennero a Mont Saint-Michel. Goffredo I sposò Avoisa di Normandia, sorella di Riccardo II; e Riccardo II sposò Giuditta di Bretagna, sorella di Goffredo I e figlia di Conan I.

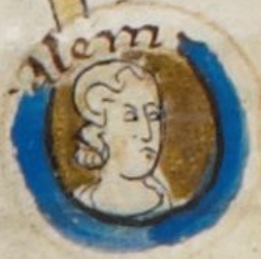
Il duca Alano II

### XI secolo
L'XI secolo fu segnato da un'alleanza fallita con la Normandia. Guglielmo il Conquistatore sfidò i duchi bretoni, che formarono un'alleanza con il re francese. La morte di Goffredo I, nel 1008, permise a Riccardo II di intervenire direttamente in Bretagna durante la minore età di suo nipote, Alano III di Bretagna, contro i conti ribelli che tentarono di trarre vantaggio dal giovane duca. La tutela sarebbe stata ricambiata in seguito quando Alano III fu nominato uno dei principali tutori di Guglielmo di Normandia. Designando Alano III come tutore di Guglielmo, Roberto I stava "coinvolgendo un membro stretto della famiglia che non avrebbe gareggiato con il suo erede". Nella sua tutela del duca Guglielmo, Alano III era alleato con il conte Gilbert e Roberto II, arcivescovo di Rouen, zii di Guglielmo. Tuttavia, quando l'arcivescovo Roberto morì nel 1037, emerse l'instabilità. Alano III contrastò l'instabilità rafforzando il potere della casa ducale normanna, fornendo ai due fratelli più giovani di Roberto I terre e titoli. Tuttavia, il primo ottobre 1040, Alano III fu ucciso con il veleno mentre assediava un castello ribelle a Vimoutiers. La tensione aumentò in Normandia dopo la sua morte, con il conte Gilberto che morì poco dopo. Emerse una fazione rivale nella tutela della Normandia, una che sarebbe intervenuta in Bretagna, impedendo all'erede di Alano III, Conan II, di reclamare la sua eredità.

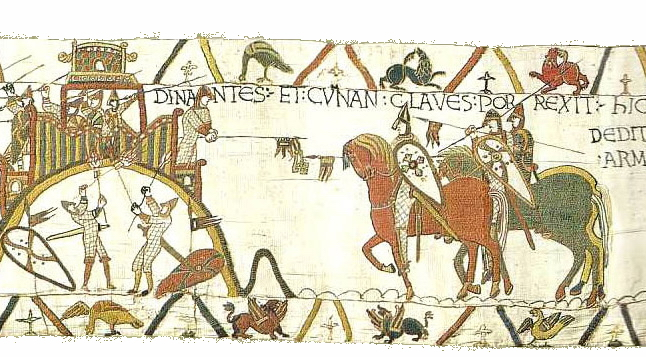
L'attacco a Dinan, dall'Arazzo di Bayeux

A circa otto anni di età, Conan II succedette a suo padre Alano III come duca di Bretagna, con la reggenza ducale affidata al fratello di Alano, Oddone, conte di Penthièvre. Tuttavia, quando Conan II raggiunse la maggiore età all'età di sedici anni, intorno al 1048, oddone si rifiutò di rinunciare al potere. Durante il conflitto dinastico tra zio e nipote, Hoel di Cornovaglia sostenne Oddone nel sopprimere l'eredità di Conan. Oddone era il cognato di Hoèl poiché era sposato con la sorella di Hoel, Agnes di Cornovaglia. Nel 1057, Conan II catturò e imprigionò Oddone. Arrivò a patti con Hoèl di Cornovaglia più tardi quell'anno. Conan II affrontò numerose minacce poste dalla fazione filo-normanna in Bretagna, tra cui rivolte fomentate da Guglielmo, duca di Normandia per il quale il padre di Conan aveva servito come guardiano. Guglielmo sostenne gli sfidanti all'autorità di Conan, incoraggiandoli a ribellarsi al duca bretone, suo cugino. Guglielmo continuò a corteggiare la famiglia di Oddone, che fu imprigionato. In risposta, Conan promosse la sua legittima rivendicazione come duca di Normandia rispetto a Guglielmo, poiché la Chiesa cattolica iniziò a preferire gli eredi legittimi nati in matrimoni sanciti dalla chiesa rispetto a figli nati fuori dal matrimonio. Questa rivalità portò alla guerra tra Normandia e Bretagna.
La guerra del 1064-1065 tra Bretagna e Normandia (la guerra bretone-normanna) fu innescata dopo che il duca Guglielmo sostenne la ribellione contro Conan II guidata da Rivallon I di Dol. Nel 1065, prima della sua invasione dell'Inghilterra anglosassone, Guglielmo di Normandia avvertì i suoi rivali in Bretagna e Angiò di astenersi da qualsiasi attacco al suo ducato, sulla base del fatto che la sua missione portava lo stendardo papale. Tuttavia, Conan II respinse l'avvertimento e dichiarò che avrebbe premuto qualsiasi vantaggio contro Guglielmo. Mentre Guglielmo complottava per prendere la corona inglese, Conan consolidò la sua autorità in Bretagna e progettò di sfruttare l'assenza di Guglielmo per invadere la Normandia. Prima, tuttavia, aveva bisogno di neutralizzare Angiò, un altro rivale storico. Una volta pacificato Angiò, progettò di avanzare nel Maine e poi in Normandia. Tuttavia, durante il suo assedio di Angers del 1066, Conan fu trovato morto dopo aver indossato guanti da equitazione avvelenati. Il duca Guglielmo fu ampiamente sospettato di aver organizzato l'assassinio.
Guglielmo il Conquistatore invase con successo l'Inghilterra nel 1066 con un esercito che includeva alcuni bretoni. Guglielmo fu in grado di attrarre i bretoni nel suo esercito di spedizione per la prossima campagna per rivendicare la corona inglese, forse in parte perché i comandanti bretoni nell'esercito del duca Guglielmo erano i secondogeniti di signori bretoni, come Alano il Rosso (figlio di Eudas di Penthièvre). I bretoni all'interno dell'esercito della Conquista rappresentavano almeno tre raggruppamenti principali, due dei quali sarebbero diventati rilevanti per il futuro a lungo termine del ducato. Un gruppo era rappresentato da Ralph de Gael, brevemente conte di Suffolk. Nel 1075 fu tra i capi di una "rivolta bretone". Ralph fuggì tornando in Bretagna dove si ribellò anche contro il duca bretone prima di riconciliarsi infine con il ducato. A sud e a ovest dell'Inghilterra, Guglielmo concesse terre a gruppi di nobili bretoni che erano più litigiosi che uniti, sia in Bretagna che in Inghilterra. Questo gruppo non aveva un comandante unico che potesse svolgere un ruolo unificante. Tra i loro numeri c'era Hervé di Leon, il visconte di Leon, che fu brevemente il conte di Wiltshire. Il terzo gruppo era costituito da quei nobili associati alla famiglia Richmond-Penthièvre. Odonne di Penthièvre fu un principale antagonista di Conan II. Sotto Guglielmo I, a tre dei figli di Odonne di Penthièvre (Alano, Stephen e Brien) furono concesse terre sostanziali in Inghilterra, tra cui l'onore di Richmond, terre nel Suffolk e le contee di Richmond e Cornovaglia.
Sempre nel 1066, Havoise successe a suo fratello Conan II come duchessa ereditaria di Bretagna. Sposò Hoël di Cornouaille. Hoel governò come Hoel II, Duca di Bretagna e fondò la Casa di Kernev che continuò a governare la Bretagna fino al 1156. Hoël ereditò una Bretagna divisa che era divisa in sei regioni in gran parte indipendenti: Rennes, Panthièvre, Léon, Cornovaglia, Broërec e Nantes. Il potere ducale era inesistente a Panthièvre e Léon, e persino nel resto della Bretagna i poteri del duca non si estendevano oltre le sue terre personali. I baroni in Bretagna non si sentivano in alcun modo vassalli del duca, dovendogli un servizio in cambio delle loro terre, e frequentavano le corti ducali solo quando sentivano che era nel loro interesse farlo.
Tuttavia, la rivalità storica tra Bretagna e Normandia riemerse alla fine dell'XI secolo. Nel 1075, Hoel tornò alla tradizionale politica bretone di opporsi all'espansione normanna con un'alleanza con il giovane re Filippo I di Francia. Ralph de Gael, in esilio in Bretagna dopo la fallita ribellione del 1075 in Inghilterra, guidò le incursioni in Normandia dalla sua base a Dol. Nel 1076, re Guglielmo d'Inghilterra si vendicò guidando un esercito in Bretagna per espellere Ralph, ma incontrò una rara sconfitta da parte di un esercito alleato di bretoni e forze francesi.Nelle negoziazioni di pace che seguirono, Guglielmo offrì la sua seconda figlia Costanza in sposa all'erede bretone Alano IV, sebbene non si giunse a nulla dal fidanzamento in quel momento.
Nel 1086, Alano IV fu costretto ad abbandonare il suo ducato dopo un'invasione lanciata da Guglielmo I d'Inghilterra. Tuttavia, un accordo di pace fu raggiunto quello stesso anno e nei negoziati che seguirono Alano IV fu costretto a sposare la seconda figlia di re Guglielmo I, Costanza d'Inghilterra. Le cerimonie nuziali potrebbero aver avuto luogo a Bayeux in Normandia. Guglielmo di Malmesbury scrisse che Costanza era impopolare alla corte bretone a causa del suo comportamento "severo e conservatore". Guglielmo di Malmesbury affermò anche che Alano IV fece avvelenare a morte Costanza, ma questo non fu verificato. Tuttavia, Orderico Vitale scrisse che come duchessa, Costanza fece tutto il possibile per promuovere il benessere dei bretoni, che si addolorarono profondamente per la sua morte nel 1090.
Nel 1092, Alano IV donò proprietà all'abbazia di Redon tramite statuto e nel 1093 sposò la sua seconda moglie, Ermengarda d'Angiò come parte di un'alleanza politica con Folco IV, conte d'Angiò per contrastare l'influenza anglo-normanna. Con Ermengarda ebbe un figlio, Goffredo, che morì giovane, Conan III, e una figlia, Hawise. Hawise sposò il conte Baldovino VII delle Fiandre. Nel 1098, Alano IV si unì alla prima crociata, lasciando la Bretagna sotto la reggenza della moglie Ermengarda d'Angiò fino al suo ritorno all'inizio del XII secolo. Ermengarda governò da Nantes piuttosto che da Rennes, poiché era più vicina alla sua contea natale di Angiò.

### XII secolo
Alano IV tornò dalla Crociata nel 1101. Nel 1112, il figlio di Alano IV, Conan III, ereditò la Bretagna dopo l'abdicazione del padre, che si ritirò nel monastero di Redon. Nel 1113, Conan III sposò Maude, una figlia illegittima del re Enrico I d'Inghilterra. Con Maude ebbe tre figli, Hoel, Bertha e Constance. Durante il suo regno rafforzò il dominio del ducato.
Durante la lotta dinastica tra Stefano d'Inghilterra (Stefano di Blois) e l'imperatrice Matilde spodestata, Conan III si alleò con re Stefano. L'impopolare matrimonio dell'imperatrice Matilde con Goffredo V d'Angiò le fu imposto da suo padre Enrico I. Rifletteva la rivalità storica tra Bretagna, Normandia e Angiò.
Conan III cercò di contrastare l'influenza angioina e preservare l'indipendenza bretone. Nella sua alleanza con Stephen, Conan III cercò una maggiore influenza su Stephen, che aveva bisogno di alleati sul continente per aggirare Matilda. Matilda fu in grado di consolidare il potere in Normandia e Angiò. La posizione della Bretagna a ovest del territorio controllato dagli Angioini espose un'ampia frontiera che Stephen avrebbe potuto sfruttare contro Matilda.
Nel 1138, la figlia di Conan III, Bertha, sposò Alano di Penthièvre, un sostenitore del re Stefano. Per il suo sostegno, Stefano creò il genero di Conan, Alano, come 1º conte di Richmond nella seconda creazione, un titolo precedentemente detenuto dallo zio di Alano, Alain Le Roux. Più tardi, quando Alano morì nel 1146, Bertha tornò a casa in Bretagna dall'Inghilterra. Sul letto di morte nel 1148, Conan III diseredò suo figlio Hoel, conte di Nantes, dalla successione al ducato. Con questa mossa a sorpresa, Bertha divenne la sua erede e successore come duchessa ereditaria di Bretagna. Tuttavia, Hoel avrebbe mantenuto la contea di Nantes.
La duchessa Bertha, come contessa vedova di Richmond, continuò l'alleanza della Bretagna con l'Inghilterra di Stefano contro gli Angioini. Tuttavia questa strategia divenne insostenibile dopo il 1153, quando il figlio di Stefano, Eustachio, morì improvvisamente. La morte di Eustachio fornì l'opportunità al figlio di Matilda, Enrico II d'Inghilterra, di sbarcare un esercito di invasione in Inghilterra e di fare pressione per le rivendicazioni della madre. Nel Trattato di Wallingford, Stefano fu costretto a riconoscere Enrico II come suo erede, con Matilda che abdicò alla sua pretesa in favore del figlio. Il trattato espose la Bretagna alle incursioni di ritorsione di Enrico II e di suo fratello Geoffrey FitzEmpress.
Alla morte di Bertha all'inizio del 1156, suo figlio, Conan IV, si aspettava di ereditare il trono ducale. Tuttavia, gli fu negata l'eredità dal suo patrigno Oddone, visconte di Porhoët (noto anche come Oddone II), secondo marito di Bertha; Oddone II si rifiutò di rinunciare alla sua autorità sulla Bretagna. Per consolidare la sua presa sul potere, Oddone II stipulò un patto con il diseredato Hoel, conte di Nantes, per dividere la Bretagna tra loro. Ma allo stesso tempo, Hoel era sotto la minaccia di una ribellione a Nantes, sponsorizzata da Goffredo VI d'Angiò, e non poteva inviare alcun aiuto a Eudas. Conan IV sbarcò in Bretagna e prese Rennes, mentre il suo alleato Raoul de Fougères catturò e imprigionò Eudas. Conan IV fu formalmente intronizzato come Duca di Bretagna a Rennes. Mentre Conan IV stava consolidando la sua eredità nel 1156, Goffredo VI d'Angiò prese con successo Nantes da Hoel.
Alla morte di Geoffrey nel 1158, Conan IV si impadronì di Nantes, riunendo di nuovo il Ducato. Tuttavia, Enrico II, ora Re d'Inghilterra, si impadronì della Contea di Richmond, l'eredità paterna di Conan. Enrico chiese la restituzione di Nantes e quando ne ottenne il controllo da Conan IV, divenne Conte di Nantes, senza obblighi nei confronti del Duca di Bretagna (i duchi successivi avrebbero infine riunito Nantes alla Bretagna).
Enrico II d'Inghilterra continuò a fomentare rivolte e ribellioni in Bretagna contro Conan IV. In risposta, Conan IV prese le contee bretoni di Tréguier e Guingamp da suo zio, il conte Henri, un sostenitore di Enrico II d'Inghilterra. Richmond fu restituita a Conan IV più tardi quell'anno in un accordo raggiunto con Enrico II d'Inghilterra. Nel 1160 Conan fu costretto a cedere a Enrico. Nelle negoziazioni di pace che seguirono, Conan fu obbligato a sposare la cugina di Enrico, Margherita di Scozia, nel 1160.

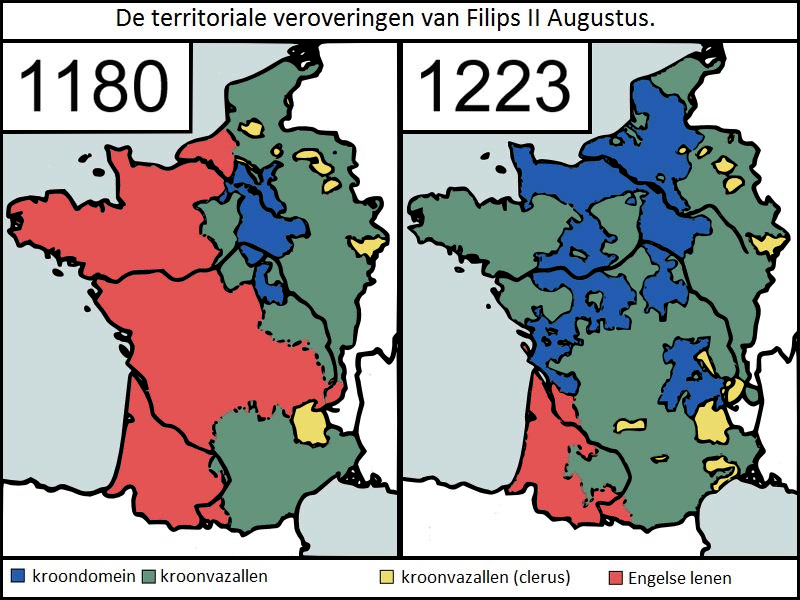
L'influenza della Francia s'accrebbe sotto Filippo II

In seguito, Conan IV dovette affrontare ulteriori rivolte da parte dei baroni, forse sponsorizzate da Enrico II. Conan chiese aiuto a Enrico II per porre fine alle rivolte. Per il suo aiuto, Enrico II insistette sul fidanzamento dell'unica figlia ed erede di Conan, Costanza, con il figlio di Enrico, Goffredo Plantageneto, continuando la politica di intrecciare la successione bretone con quella dei Plantageneti.
Dopo l'abdicazione del padre nel 1166, Costanza divenne duchessa, sebbene Enrico II tenesse il ducato finché Costanza non sposò Goffredo. Goffredo e Costanza governarono insieme fino al 1186, quando Goffredo fu ucciso in un incidente a cavallo durante un torneo a Parigi. Da allora in poi Costanza governò il ducato da sola. Enrico II d'Inghilterra organizzò poi il matrimonio di Costanza con Ranulph de Blondeville, VI conte di Chester il 3 febbraio 1188 o 1189. Enrico II morì nel 1189 e gli succedette Riccardo I come re d'Inghilterra. In mancanza di un erede maschio, re Riccardo I d'Inghilterra proclamò ufficialmente suo nipote, il figlio di Costanza, Arturo I di Bretagna, come suo erede presuntivo in un trattato firmato con Filippo Augusto e Tancredi di Sicilia.
Per promuovere la posizione e l'eredità del figlio, Costanza, duchessa di Bretagna, incluse Artù nel governo della Bretagna nel 1196. Lo stesso anno, il matrimonio di Costanza con Ranulfo si deteriorò, con Ranulfo che imprigionò Costanza. La sua prigionia scatenò una ribellione in tutta la Bretagna per suo conto. Ranulfo cedette alla crescente pressione e fece rilasciare la duchessa nel 1198. Una volta tornata in Bretagna, Costanza fece annullare il suo matrimonio con Ranulfo nel 1199 (non ci furono eredi da questo matrimonio). Più tardi quell'anno, Costanza prese Guido di Thouars come suo "secondo" marito ad Angers. Durante tutti questi anni, Costanza consigliò suo figlio Arturo verso un'alleanza con la Francia, perseguendo la politica del suo defunto marito Goffredo II, nonostante la sua designazione come erede di Riccardo I. A Costanza diede a Guido di Thouars due o tre figlie. La primogenita, Alice di Thouars, fu seguita da Caterina di Thouars (1201-c. 1240) e forse Margherita di Thouars (1201-c. 1216/1220). Costanza morì a causa di complicazioni durante il parto.

### XIII secolo
Nel XIII secolo l'alleanza dell'Inghilterra con la Bretagna crollò sotto il re Giovanni d'Inghilterra. Quando Riccardo I morì nel 1199, Filippo accettò di riconoscere Artù di Bretagna come conte di Angiò, Maine e Poitou, in cambio del giuramento di fedeltà di Artù nei suoi confronti, diventando così un vassallo diretto della Francia. Tuttavia, nel 1202, Artù, quindicenne, fu catturato dagli inglesi durante l'assedio di Mirebeau. Nel 1203, Artù imprigionato fu trasferito a Rouen, sotto la custodia di William de Braose, il favorito di corte di re Giovanni. Artù scomparve misteriosamente nell'aprile del 1203. Il successore legale di Artù fu Eleonora di Bretagna. Tuttavia, Giovanni d'Inghilterra fece catturare Eleonora e la fece imprigionare nel castello di Corfe nel Dorset.
Riconoscendo che Giovanni d'Inghilterra avrebbe potuto far sposare Eleonora a un vassallo fedele all'Inghilterra, che avrebbe governato la Bretagna tramite lei, Filippo II riconobbe formalmente la figlia neonata di Costanza, Alice, come duchessa ereditaria di Bretagna. Inizialmente, il padre di Alice, Guido di Thouars, agì come reggente. Filippo II di Francia stava manovrando per mantenere la Bretagna nella sua sfera d'influenza. Il matrimonio della neonata Alice con il cadetto capetingio Pierre Mauclerc nel 1213 diede inizio alla nuova casa di Dreux. Dopo la reggenza di Guido di Thouars, Alice governò come duchessa nominale con suo marito Pierre come duca jure uxoris. Nel 1214, re Giovanni inviò una spedizione in Francia, in parte per stabilire Eleonora come sua duchessa fantoccio, ma dopo la sua sconfitta riconobbe anche Alice e Pietro come governanti del ducato. Eleonora fu tenuta prigioniera in Inghilterra fino alla sua morte nel 1241, ponendo fine alla linea di Goffredo II.
Nel 1235, la scena fu pronta per la guerra di successione bretone del secolo successivo, quando Pietro I spodestò l'erede della dinastia di Penthièvre per dare la contea di Penthièvre alla sua seconda figlia, Iolanda.
A partire dal XIII secolo, il Ducato di Bretagna visse quasi un secolo di pace. Pietro I continuò come reggente per un periodo per suo figlio Giovanni I. Quando Giovanni I raggiunse la maggiore età, Pietro I gli cedette la corona ducale e lasciò la Bretagna in crociata. Giovanni I sposò Bianca di Navarra. Alla morte di sua sorella Iolanda di Bretagna, Giovanni I si impadronì della contea di Penthièvre. A sua volta, a Giovanni I successe suo figlio Giovanni II. Giovanni II sposò Beatrice d'Inghilterra e governò fino al 1305.

### XIV secolo

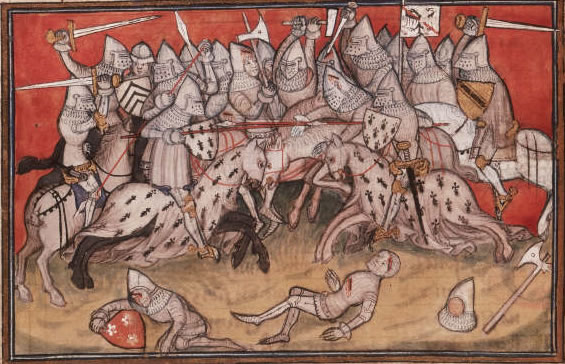
La battaglia di Auray nel 1364 che portò alla vittoria della Casa di Montfort nella guerra di successione bretone

Nel XIV secolo, scoppiò la guerra di successione bretone; il titolo di duca passò alla casa di Montfort. Giovanni II morì nel 1305 e gli succedette il figlio, Artù II, come duca. Artù II governò indipendentemente dalla corona francese. Il suo regno incluse diverse innovazioni amministrative, tra cui la creazione di diverse "battaglie" o distretti destinati a fornire una difesa più forte e la creazione degli Stati di Bretagna, che segnarono un passo fondamentale verso una forma di governo parlamentare. Il regno di Artù II è anche caratterizzato dai suoi due matrimoni, il primo con Maria di Limoges e il secondo con Iolanda di Dreux, regina di Scozia.
Figlio di Artù II e Maria di Limoges, Giovanni III divenne duca ma non riuscì a generare un erede vivente, nonostante tre matrimoni. Gli sforzi di successione di Giovanni III si concentrarono sui suoi tentativi di negare al fratellastro, Giovanni di Montfort, l'eredità della corona ducale. Tentò di nominare il re di Francia come erede in un atto che sfidava tutti i precedenti per mantenere la Bretagna come stato sovrano indipendente. I nobili bretoni prevedibilmente respinsero il tentativo e l'indipendenza della Bretagna continuò. Giovanni III morì nel 1341 senza un piano di successione.
Il fratellastro di Giovanni III, Giovanni di Montfort, rivendicò il titolo di duca, ma la sua richiesta fu respinta dal re di Francia che favorì le rivendicazioni concorrenti di Giovanna di Penthièvre e di suo marito Carlo di Blois, che rivendicava anche il titolo ducale. La guerra di successione bretone tra i pretendenti seguì quando Giovanni di Montfort si rifiutò di cedere i suoi diritti in loro favore. La guerra di successione bretone fu combattuta dal 1341 al 1364 tra queste due casate bretoni, la casata di Blois Châtillon e la casata di Montfort.
Carlo di Blois Châtillon rivendicò il titolo di duca di Bretagna dal 1341 fino alla sua morte.
Durante la guerra, Giovanni di Montfort fu imprigionato a Parigi. Le ostilità si placarono per un breve periodo e fu liberato con il trattato di Malestroit nel 1341. Morì nel 1345, lasciando suo figlio Giovanni come pretendente Montfort al titolo ducale. La duchessa consorte vedova di Giovanni, Giovanna di Fiandra, agì come reggente per suo figlio Giovanni e continuò la guerra in suo nome. La casata di Montfort emerse vittoriosa con un sostanziale aiuto dagli alleati inglesi In base ai termini della loro resa, a Giovanna fu permesso di tenere Penthièvre e mantenne il titolo di duchessa di Bretagna a vita. Con i trattati di Guerande, fu concordata una successione semi-salica in base alla quale, se il membro regnante della Casa di Montfort fosse morto senza figli maschi legittimi, il discendente maschio legittimo diretto più anziano di Giovanna avrebbe ereditato la corona ducale di Bretagna. Giovanni IV, duca di Bretagna, governò con difficoltà dopo la guerra civile bretone e fu costretto all'esilio in Inghilterra per la seconda volta nel 1373, dove visse alla corte di Edoardo III.
La vittoria della Casa di Montfort rafforzò la posizione dell'Inghilterra in Bretagna. Uno degli effetti della guerra di successione bretone fu quello di intensificare le rivalità tra Inghilterra e Francia, con la Bretagna come premio conteso. Le Case di Penthièvre e Montfort erano unite nel senso della loro opposizione al tentativo di annessione della Bretagna da parte di Carlo V di Francia come conseguenza di questa guerra civile bretone. Il re francese inviò il connestabile di Francia, Bertrand de Guesclin, in Bretagna con l'obiettivo di unirla alla corona francese. Quando i nobili bretoni si ribellarono a questa proposta di unificazione, Giovanni IV fu in grado di tornare dall'Inghilterra, assistito ancora una volta da un forte esercito che includeva il suo alleato inglese, e fu in grado di ristabilire il suo governo. La deposta Giovanna di Penthièvre si unì agli sforzi per far tornare Giovanni IV in Bretagna per difendere il Ducato dalle avances di Carlo V. Giovanni IV ebbe tre mogli ma solo la sua terza moglie, Giovanna di Navarra, regina d'Inghilterra, gli diede figli. Giovanni IV morì il 1° novembre 1399. Giovanna rimase vedova per quattro anni fungendo da reggente per suo figlio Giovanni V. Le difficoltà della Casa di Montfort nel mantenere la corona ducale continuarono quando Giovanni V, duca di Bretagna successe a suo padre. Nel 1417, il duca di Bretagna fu definito "governanti per grazia di Dio".

### XV secolo

Evoluzione della Guerra dei cent'anni. (Francesi in giallo, britannici in grigio chiaro e burgundi in grigio scuro). Durante la guerra, Inghilterra e Francia si contesero l'influenza sul Ducato di Bretagna.

Gli intrighi e le contese tra la Casa di Montfort e la Casa di Penthièvre continuarono ben oltre la Guerra di successione bretone. Il successore di Giovanni IV, Giovanni V, Duca di Bretagna, fu rapito dal nipote di Giovanna di Penthièvre. Fu liberato grazie agli sforzi della moglie, la Duchessa di Bretagna, Giovanna di Francia, e la restante ricchezza della famiglia Penthièvre fu confiscata. A Giovanni V successe per primo il figlio Francesco I. Poiché Francesco I non aveva eredi maschi, fu seguito da un figlio minore di Giovanni V, Pietro II. Quando Pietro II morì senza eredi, la Corona ducale passò allo zio Arturo III. A sua volta, gli successe il nipote Francesco II.
Il regno di Francesco II fu notevole sotto molti aspetti, tra cui due guerre contro Carlo VIII di Francia, entrambe perse, l'istituzione del Parlamento di Rennes e la morte di tutti i suoi figli, tranne la figlia Anna di Bretagna. Il governo di Francesco II come duca fu anche segnato da continui intrighi con la Casa di Penthièvre. Ai discendenti successivi di Giovanna di Penthièvre, la linea Brosse della Casa di Penthièvre attraverso Jean de Brosse, furono negate le loro pretese sulla Corona ducale nel XV secolo, forse come modifica delle regole di successione da parte dell'allora Duca di Bretagna Francesco II. Le guerre con la Francia alla fine costarono alla Bretagna ducale la sua indipendenza, mentre il Parlamento assicurò un certo grado di autonomia che sarebbe continuato durante il regno di Luigi XIV di Francia. Il fatto che l'unica erede di Francesco II fosse sua figlia Anna assicurò una contesa ereditaria alla sua morte che avrebbe messo a confronto il potere della Casa di Montfort con gli obblighi di trattato contrastanti con la Casa di Penthièvre in Bretagna e la Casa di Valois in Francia, e sarebbe stata anche una prova della tradizione bretone del diritto semi-salico in cui una figlia poteva essere l'erede principale. La posizione del Re di Francia dominò questi eventi attraverso due guerre. Dopo la prima guerra, in base al Trattato di Verger, il matrimonio dell'unica prole sopravvissuta di Francesco II, Anna, avrebbe dovuto essere approvato dal re di Francia.
Francesco II si impegnò per cercare un marito per Anna che fosse abbastanza forte da difendere la Bretagna da ulteriori influenze della corona francese. La duchessa Anna di Bretagna fu inizialmente promessa sposa a Edoardo, principe di Galles, figlio di Edoardo IV d'Inghilterra, ma alla morte del re suo figlio scomparve e il trono inglese passò a Riccardo III d'Inghilterra. Anna fu poi sposata con Massimiliano I d'Austria.
Tuttavia, le relazioni tra Bretagna e Francia si deteriorarono e Francesco II fu costretto all'ultima guerra franco-bretone, che perse. Alla fine della seconda guerra tra Francesco II e Carlo VIII di Francia, la cosiddetta Guerra della Pazza, il primo matrimonio di Anna di Bretagna con Massimiliano fu dichiarato illegale in quanto il re francese non lo aveva approvato in base ai termini del Trattato di Verger. Anna fu sposata con Carlo VIII di Francia in una cerimonia che fu convalidata da Papa Innocenzo VIII. Una volta sposati, Carlo non permise ad Anna di usare il titolo di Duchessa di Bretagna. Tuttavia, alla sua morte, Anna tornò in Bretagna e prese provvedimenti per riportare il Ducato a un governo indipendente sotto di sé come Duchessa. I figli di Carlo e Anna non raggiunsero l'età adulta e questo presentò un nuovo problema di successione bretone così come uno per la Francia. Entrambi i problemi di successione furono risolti con il matrimonio di Anna con Luigi XII di Francia, ma a costo di ripristinare e promuovere l'indipendenza della Bretagna.
Nel 1499, la nascita dell'unica erede di Anna di Bretagna con Luigi XII di Francia, sua figlia Claudia di Francia, introdusse un nuovo problema di successione in Bretagna e Francia. In Bretagna, con le disposizioni del Trattato di Guerande accantonate dagli Stati di Bretagna, Claudia poteva affermare di essere Duchessa di Bretagna di diritto proprio, come avevano fatto diverse Duchesse per diritto di eredità nel corso dei secoli. La Francia, tuttavia, operava sotto la rigida legge salica, che richiedeva un erede maschio. Il requisito francese fu risolto con il matrimonio di Claudia con Francesco I di Francia. La nascita dei figli di Claudio, Francesco (che divenne Francesco III, duca di Bretagna e Delfino di Francia) ed Enrico II di Francia, rappresentò una risoluzione a queste contrastanti questioni di successione, ma accelerò la perdita dell'indipendenza della Bretagna e la successiva scomparsa del titolo ducale come corona ducale sovrana indipendente.

### XVI secolo

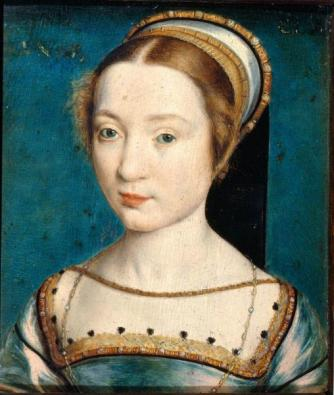
Claudia di Francia, duchessa di Bretagna

Il secondo matrimonio di Anna di Bretagna, che la rese regina consorte di Francia, continuò fino al XVI secolo; morì nel 1514. La regina Claudia di Francia regnò come duchessa di Bretagna dal 1514, ma sotto il marito re Francesco non fu in grado di mantenere un governo indipendente nel Ducato di Bretagna. Il figlio di Claudia, Francesco I, fu investito del titolo di duca di Bretagna. Ma questo atto non significò quasi nulla per far progredire l'indipendenza bretone. Alcuni membri della Casa di Penthièvre furono nominati governatori reali della Bretagna dai francesi. Il loro fallimento nel riaffermare i loro diritti ducali accelerò con successo la fusione della corona ducale nel Regno di Francia. In questo periodo il titolo di Duca di Bretagna iniziò a perdere lo status di sovrano indipendente e iniziò a diventare solo di carattere titolare; la regione bretone perse l'indipendenza e divenne una provincia della Francia.
Durante il Medioevo, i re di Francia ritenevano che il Ducato di Bretagna fosse feudalmente parte del loro Regno di Francia (vale a dire che rientrava nei confini tradizionali del regno e il re di Francia era ritenuto il signore supremo del Ducato). In pratica, tuttavia, il Ducato di Bretagna era uno stato sovrano ampiamente indipendente.
La natura sovrana indipendente del Ducato iniziò a concludersi con la morte di Francesco II, Duca di Bretagna. Il Ducato fu ereditato da sua figlia, Anna, ma il re Carlo VIII di Francia, determinato a portare il territorio sotto il controllo reale, fece annullare il suo matrimonio e poi la costrinse a sposarlo in una serie di azioni che furono riconosciute dal Papa. Di conseguenza, il Regno di Francia e il Ducato di Bretagna furono inseriti nell'unione personale del loro matrimonio e il re di Francia deteneva anche il titolo di Duca di Bretagna jure uxoris. Durante il loro matrimonio, Carlo VIII proibì ad Anna di Bretagna di usare il titolo di Duchessa di Bretagna e impose un Governatore Reale della Casa di Penthièvre sul Ducato.

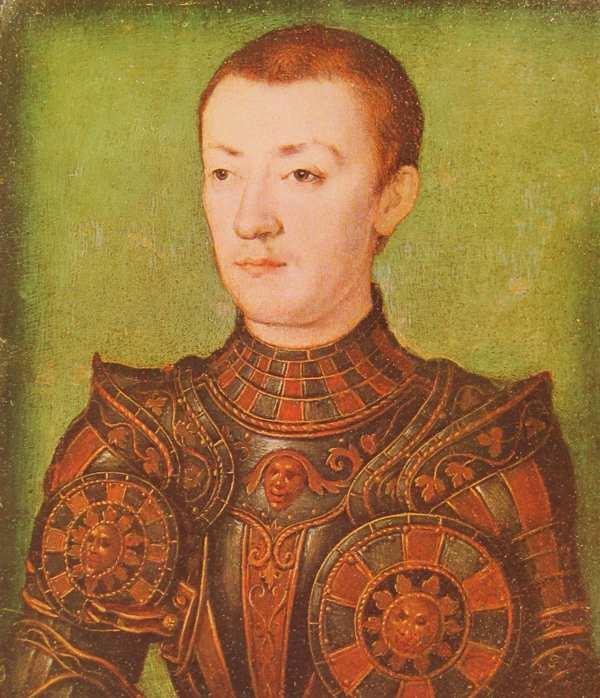
Francesco di Valois, duca di Bretagna

Legalmente, tuttavia, il Ducato rimase separato dalla Francia vera e propria; i due titoli erano legati solo dal matrimonio del Re e della Regina e, nel 1498, quando Carlo VIII morì senza figli, il titolo di Duca di Bretagna rimase ad Anna, anziché passare all'erede di Francia, Luigi XII. Anna di Bretagna tornò in Bretagna e iniziò a ristabilire un governo sovrano indipendente. Tuttavia, il nuovo re francese, Luigi XII sposò lui stesso Anna, e così il Re di Francia fu di nuovo Duca di Bretagna jure uxoris. Legalmente, la Bretagna rimase ancora distinta e il suo futuro continuò a dipendere dalla linea di sangue ducale, ora detenuta dalla Casa di Montfort. Quando Anna morì, la Bretagna passò a sua figlia ed erede, Claudia, anziché rimanere al Re di Francia, suo padre.
Claudia sposò il futuro re di Francia, Francesco I. Con questo matrimonio, e attraverso la successione alla corona francese, il re di Francia divenne di nuovo duca di Bretagna jure uxoris. La morte di Claude nel 1524 separò di nuovo il ducato dalla corona, e (sarebbe accaduto) per l'ultima volta. Poiché Claude, come sua madre, era duchessa sovrana, il titolo di "duca" non rimase a suo marito, ma passò invece a suo figlio, Francesco III di Bretagna, che era anche delfino di Francia. Legalmente, la corona e il ducato erano di nuovo separati, ma il duca era un bambino e il ducato era stato governato come parte integrante della Francia per anni; il re ebbe pochi problemi a mantenere il controllo reale sul ducato. L'indipendenza bretone terminò di fatto quando nel 1532 gli stati di Bretagna proclamarono l'unione perpetua della Bretagna con la corona francese. Legalmente, il ducato faceva parte della Francia. Francesco III rimase Duca di Bretagna, ma morì senza ottenere la corona francese nel 1536. Gli successe il fratello Enrico, che fu la prima persona a diventare sia Re di Francia che Duca di Bretagna di diritto. Ogni traccia di indipendenza bretone finì con l'ascesa di Enrico, come Enrico II di Francia, al trono francese. La corona francese e il ducato bretone erano ora uniti per eredità e la fusione della Bretagna con la Francia fu così completata. Enrico II non fu incoronato separatamente come Duca di Bretagna. Tuttavia Enrico tentò di creare uno status legale separato per la Bretagna nei confronti del Regno di Francia simile alla posizione del Ducato di Cornovaglia nei confronti del Regno di Gran Bretagna. In alcune storie si intende che si tratti di un territorio ducale che avrebbe tentato di preservare per sé e per i suoi eredi se avesse perso la corona francese. Questo tentativo di separazione legale non sopravvisse al suo regno.
Quando Enrico III (ultimo maschio diretto di Claudio di Francia) morì, la Bretagna passò come parte della Corona al successivo erede di Francia, Enrico di Navarra, piuttosto che agli eredi più anziani di Claudio (Enrico II, Duca di Lorena o Infanta Isabella Clara Eugenia). Mentre questi nobili erano tecnicamente gli eredi di Enrico, c'erano problemi con entrambi i pretendenti alla corona ducale. La questione più importante era che la corona, in quanto Duca Sovrano, non poteva essere separata da quella della Corona francese. Nel frattempo, la Corona francese e la Corona spagnola erano state separate in modo permanente a partire dal regno di Filippo di Spagna.
Nel 1582, Enrico III di Francia, ultimo nipote in linea maschile vivente di Claudio, Duchessa di Bretagna, nominò Filippo Emanuele, Duca di Mercœur, suo cognato e leader della Lega cattolica, governatore della Bretagna. Invocando i diritti ereditari della moglie Marie de Luxembourg, si sforzò di rendersi indipendente in quella provincia dal 1589 in poi e organizzò un governo a Nantes, proclamando il loro giovane figlio Philippe Louis de Lorraine-Mercœur "principe e duca di Bretagna". (L'Infanta Isabella era la figlia maggiore della sorella maggiore di Enrico III, ma il fatto di essere donna indebolì il suo status e la sua posizione di Infanta bloccò quasi del tutto l'eredità al Ducato di Bretagna.) Per discendenza materna era l'erede primogenito diretto della duchessa Giovanna, della Casa di Penthièvre, moglie di Carlo di Blois. Mercœur organizzò un governo a Nantes, sostenuto dagli spagnoli. Impedì i tentativi di Enrico IV di sottomettere la Bretagna fino al 20 marzo 1598, quando Mercœur fu costretto ad arrendersi. Enrico IV fece quindi sposare uno dei suoi figli illegittimi alla giovane figlia dei Mercœurs, assicurandosi così il controllo diretto francese della provincia. Mercœur andò in seguito in esilio in Ungheria.
Il titolo di Duca di Bretagna cessò in gran parte di essere utilizzato come titolo del Re di Francia. Quando apparve, il titolo fu conferito dal Re di Francia a uno dei suoi discendenti diretti, ed era in ogni caso di status titolare.

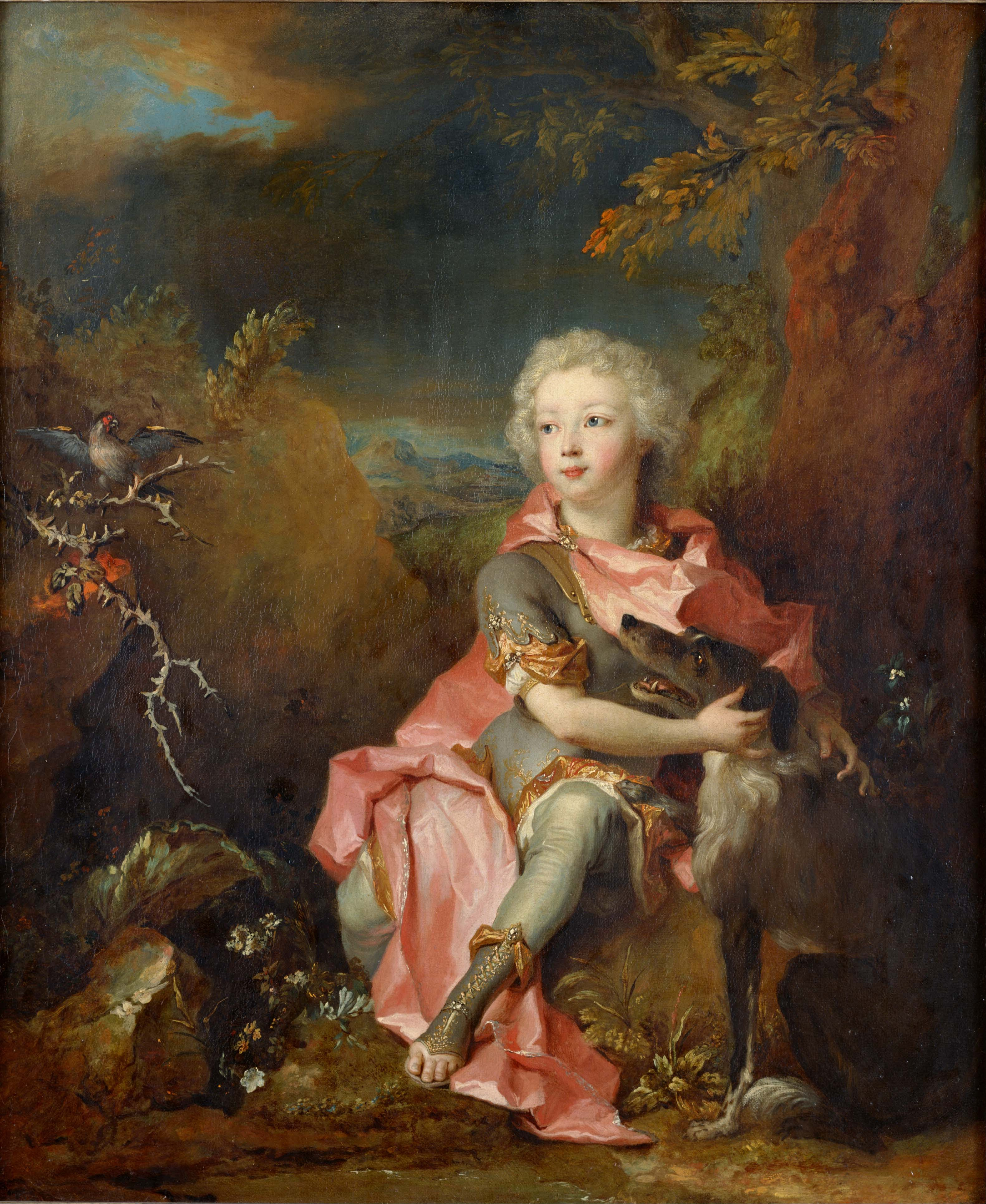
Luigi di Borbone-Francia (1707-1712), ultimo Duca di Bretagna

### XVII e XVIII secolo
Sotto i re di Francia, i nobili di Bretagna continuarono a godere dei privilegi che erano stati loro accordati dai vari duchi indipendenti di Bretagna. Le tradizioni legali celtiche della Bretagna furono mantenute, in una certa misura, e gli Stati di Bretagna e il Parlamento di Rennes furono tenuti separati dal sistema parlamentare francese di Parigi. I privilegi nobiliari bretoni protetti in questo sistema parlamentare includevano l'esenzione dalle tasse, la rappresentanza nel Parlamento bretone e il mantenimento dei titoli bretoni nella tradizione del Ducato piuttosto che in quella della Francia, inclusa, in teoria, l'applicazione della forma di legge semi-salica della Bretagna, piuttosto che della legge salica pura, alle questioni di successione.
Dopo Enrico II, il titolo Duca di Bretagna non fu utilizzato per oltre 200 anni. Il titolo Duca di Bretagna riapparve quando un pronipote di Luigi XIV fu nominato Luigi, Duca di Bretagna; fu l'ultimo detentore del titolo prima della Rivoluzione francese e non visse abbastanza per ereditare il trono francese. Alla sua morte, il titolo in sostanza divenne defunto.

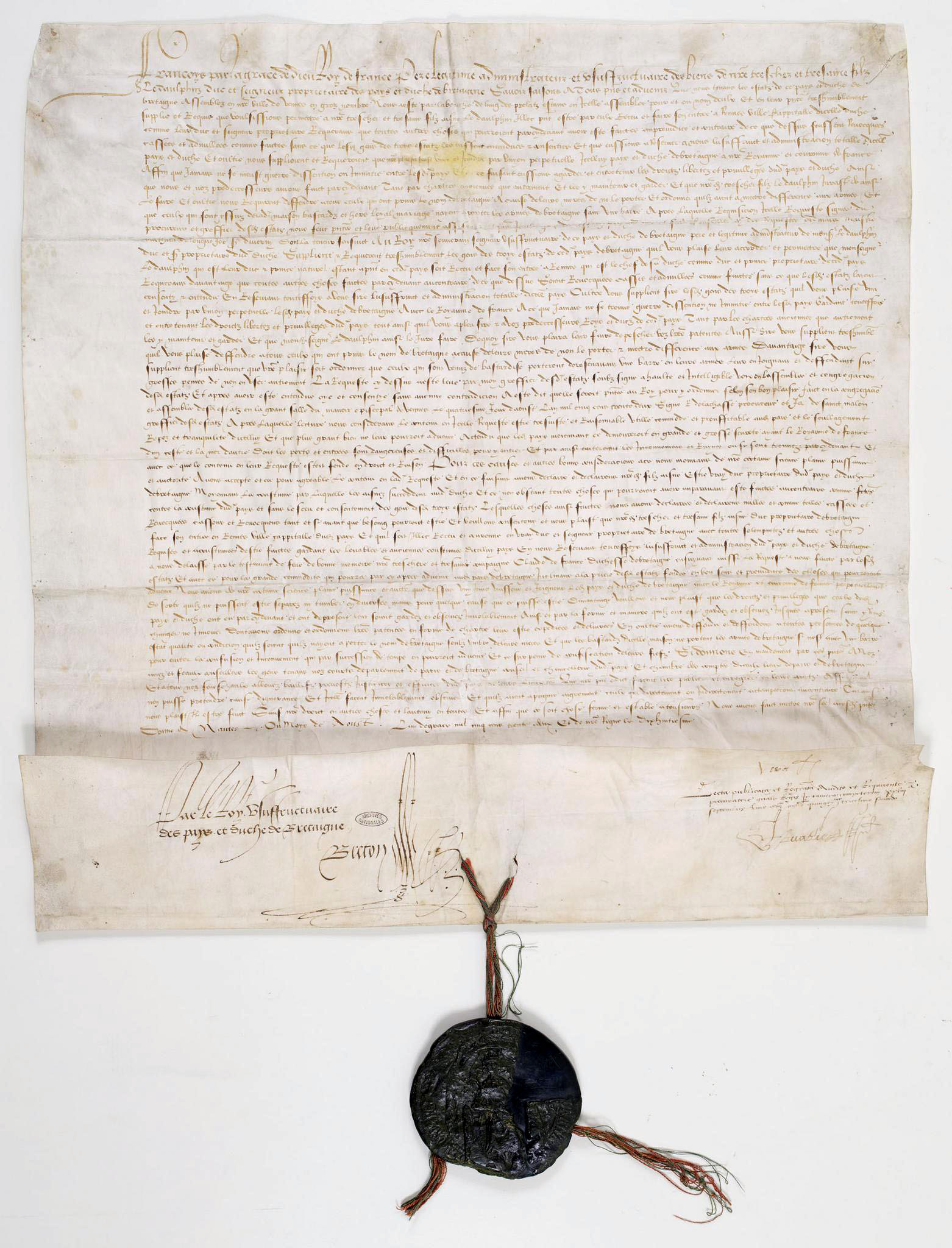
Lettera patente che proclama l'unione perpetua del Ducato di Bretagna con la Corona di Francia, agosto 1532. Archivio nazionale.

Le rivendicazioni sul titolo ducale titolare da parte dei nobili spagnoli in vari periodi non dovevano essere considerate legittime dai francesi, e il suo utilizzo da parte di Luigi XIV dimostrava che, poiché il titolo si era fuso con la corona di Francia, solo il re poteva rivendicare il titolo personalmente o conferirlo a un altro. Le azioni di Luigi XIV riguardo al titolo ducale sottolineavano anche il fatto che il ramo spagnolo o cadetto della Casa di Borbone aveva rinunciato a tutte le rivendicazioni francesi e ai diritti ereditari come condizione per ottenere la corona di Spagna ai sensi del Trattato di Utrecht.
Poco prima della Rivoluzione francese, i capi del Parlamento di Rennes emisero delle Rimostranze a Luigi XVI, in parte per ricordare al re i suoi doveri di duca e per preservare i privilegi del popolo bretone ai sensi del Trattato di Unione. La risposta del re fu quella di chiudere il Parlamento bretone. Le Rimostranze furono consegnate al re dai membri del Parlamento bretone guidati dal conte di Saisy de Kerampuil e altri.
Quando il re francese Luigi XVI sciolse il Parlamento bretone, lo fece per rafforzare le sue pretese di monarca assoluto (dove un parlamento rappresentativo non era necessario). Lo fece anche per promuovere una forma di governo federale centralizzata, ma così facendo preservò la natura dell'autonomia della Bretagna riconoscendo i privilegi tradizionali dei suoi nobili e agì come Duca di Bretagna.
Il Parlamento bretone non si è più riunito da allora. Durante la Rivoluzione francese, lo stato legale della Bretagna fu sciolto dall'Assemblea nazionale francese. La provincia della Bretagna fu divisa e sostituita dai cinque dipartimenti che hanno continuato nella moderna Repubblica francese.

## Società, cultura e governo

### Economia
Le parti settentrionali e occidentali del territorio si basavano su un'economia agricola pastorale; il sud-est godeva di un clima più caldo e conduceva un'agricoltura mista, basata su piccole proprietà. La regione godeva di un'economia marittima forte e diversificata, compresi porti attivi per il commercio e la pesca. Nel corso del Ducato, erano presenti molte valute e i Duchi di Bretagna a volte coniavano le proprie monete. Anche l'oro e l'argento venivano utilizzati per il commercio.

### Folclore e leggende
Nel XII secolo, le leggende di Conan Meriadoc divennero popolari nell'Europa nord-occidentale. Entro il XVIII secolo questi resoconti erano stati descritti come mitici.
Il cronista Giordane fa riferimento a un comandante di nome Riothamus, il termine celtico per "capo supremo", che combatté nella regione per conto dell'imperatore romano intorno al 470, ma esistono poche altre prove per questo periodo.
I cronisti delle incursioni vichinghe in Bretagna e Normandia raccontarono che Sant'Olaf razziò la costa settentrionale della Bretagna nell'area della città di Dol.

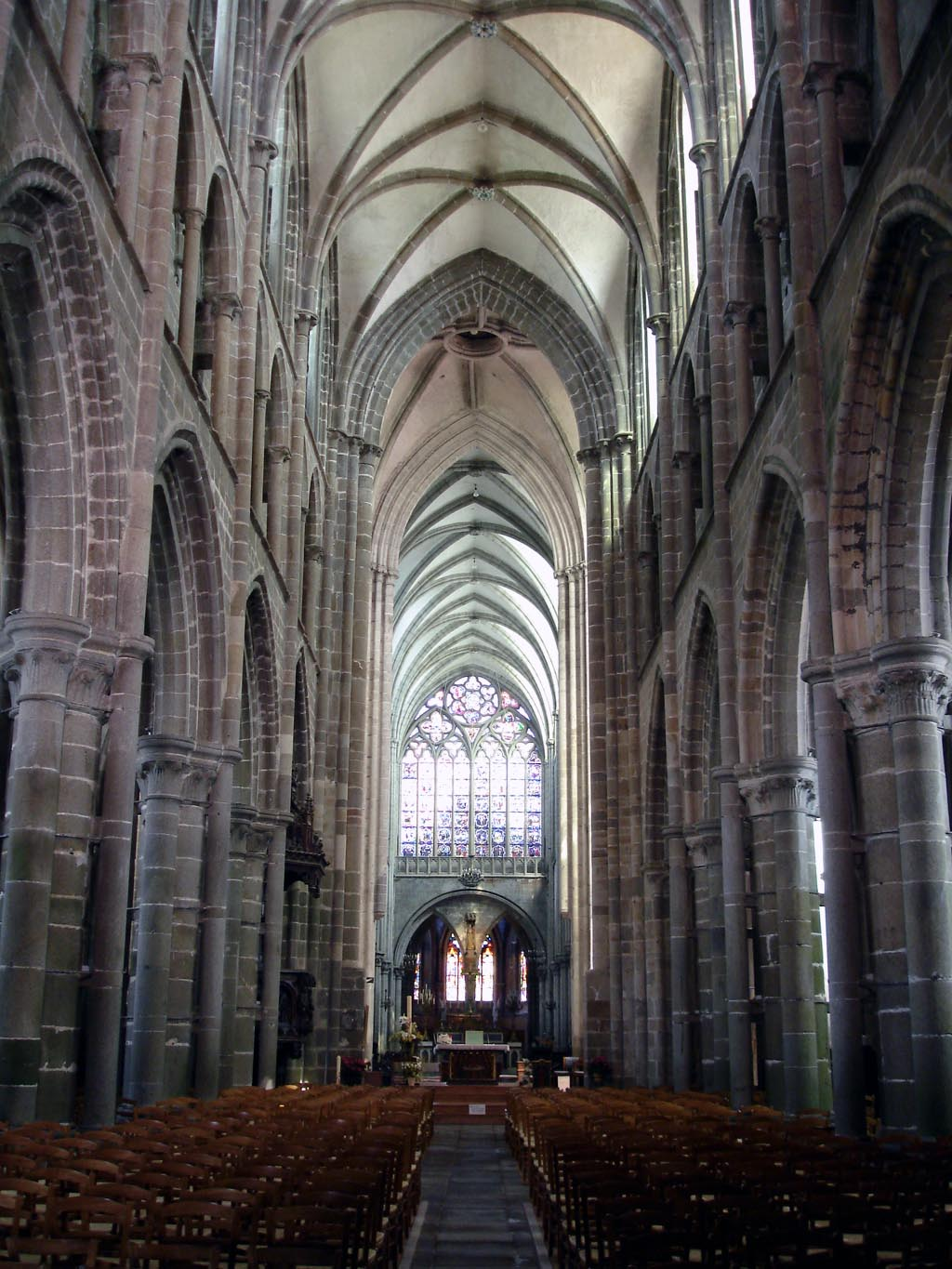
Interno della Cattedrale di Dol, sede dell'antico arcivescovado di Dol, dedicata a San Sansone

### Ruolo della Chiesa cattolica
Il Ducato fu influenzato dalla crescita dei maggiori ordini monastici sulla scia delle riforme gregoriane dell'XI secolo. Sostenuti dall'aristocrazia bretone, furono costruite nuove chiese e priorati e l'amministrazione della Chiesa divenne più attiva. Nel XIII secolo, i nuovi ordini mendicanti si diffusero nelle città del Ducato, ancora una volta con il sostegno dei signori che controllavano i centri urbani. Questi ordini mendicanti erano popolari e lo divennero ancora di più nel XV secolo. Le reliquie dei santi locali rimasero popolari, ma le reliquie associate a figure cattoliche centrali come la Maria Vergine e Giovanni Apostolo divennero sempre più popolari nel XIII e XIV secolo.

### Costumi e leggi
Il Ducato che si formò nel X e nell'XI secolo era una società feudale, con leggi e costumi gestiti da una gerarchia di signori bretoni, dai numerosi detentori di castelli locali fino alla manciata di conti e al Duca nei centri urbani. Questa dipendenza dalla massa di signori locali fu una rottura con le precedenti politiche celtiche e carolingie nella regione. L'aristocrazia in Bretone era, come descrivono gli storici Galliou e Jones, "conservatrice e tenace" nella sua prospettiva, ma fortemente influenzata dalla società e dalla cultura francese, che a volte produceva tensioni con tradizioni e costumi più antichi e locali.

### Nascita del governo parlamentare
Gli Stati di Bretagna furono fondati da Arturo II, che era considerato completamente indipendente dal Regno di Francia. Convocò i primi Stati di Bretagna nel 1309. Oltre a creare un organo parlamentare, Artù II aggiunse l'innovazione di includere il Terzo Stato.
Questi organi parlamentari ebbero un ruolo di primo piano nella Guerra di successione bretone e aiutarono a risolvere le rivendicazioni ducali della Casa di Penthièvre a favore della Casa di Montfort. Gli Stati di Bretagna agirono durante il regno di Francesco II, della Casa di Montfort, per annullare le disposizioni del Trattato di Guerande e per confermare che Anna era l'unica e legittima erede ducale di Francesco II. L'azione a favore di Anna, duchessa di Bretagna pose effettivamente fine alle rivendicazioni ducali della Casa di Penthièvre.
Il Parlamento di Rennes fu fondato nel 1485 da Francesco II e si riunì per la prima volta a Vannes. Successivamente il Parlamento fu trasferito a Rennes, dove l'edificio del Parlamento è tuttora in uso come Corte di giustizia. Inizialmente il Parlamento di Rennes funzionava come corte di giustizia sovrana ed era stato progettato, tra le altre cose, per proteggere gli antichi diritti dei nobili bretoni. Molti dei suoi membri erano anche membri degli Stati di Bretagna.
Dopo che il Ducato di Bretagna fu unito alla Corona di Francia, il Parlamento di Rennes assunse una maggiore responsabilità nel gestire e preservare i diritti del Ducato come separato dal Regno di Francia. Mentre Enrico II di Francia deteneva tutti i diritti come Duca di Bretagna, non era né frequentemente presente nel Ducato né del tutto incline a preservare le azioni indipendenti del suo parlamento. Mentre i Re di Francia si spostavano verso una maggiore autorità centralizzata sotto Luigi XIV di Francia, Luigi XV di Francia e Luigi XVI di Francia, le tensioni tra il Regno e il Ducato aumentarono. Nel settembre 1771, il Parlamento fu chiuso per ordine di Luigi XVI di Francia; l'Assemblea nazionale emanò successivamente una legge francese per chiudere il Parlamento nel 1790. Il Parlamento di Rennes si riunì e stabilì che queste azioni non avevano forza di legge in base alle leggi e alle tradizioni bretoni su cui era stato fondato il Parlamento. Nonostante questa affermazione, il Parlamento di Rennes non si è più riunito dal 1790.

## Emblemi e simboli

### Araldica

#### Dal 1213 al 1316
Il primo duca della casa di Dreux, Pietro I di Bretagna, scelse di rompere lo stemma di suo padre, Roberto II di Dreux, uno scacchiere oro e azzurro bordato di geules, con un quarto libero di brocante d'ermellino, rottura destinata a fissare una data introducendo l'ermellino in Bretagna. Saranno lo stemma del Duca e del Ducato di Bretagna fino al 13 dicembre 1316, quando il discendente di Pietro, Giovanni III, si trasformò in ermellini semplici.

Quadretti oro e azzurro con bordo rosso, quarto libero di brocante d'ermellino.

#### A partire dal 1316
Il 13 dicembre 1316 Giovanni III optò quindi per le armi con ermellini semplici. Ci sono diverse ipotesi per questo cambiamento: il fatto che l'azzurro e l'oro non siano più considerati "reali", il fatto che sia passato di moda il quadretto, sostituito dal semé, ormai associato al potere, ma soprattutto bisogna vedere il risultato del conflitto tra Giovanni III e sua suocera Iolanda di Dreux, rompendo con le armi dei Dreux. Questo scudo d'ermellino è l'origine di tutti gli emblematici bretoni: lo stendardo d'ermellino diede la bandiera tradizionale, quindi il libero distretto di Gwenn ha du; Giovanni IV disegnò il suo motto personale, il suo ordine cavalleresco, la sua livrea e il nome del castello della sua capitale (Vannes/Gwened); i suoi colori furono ripresi nel XV secolo dalla croce nera.

Ermellino semplice

### L'ermellino
Il cosiddetto ermellino “naturale” è il suddetto animale. Mammifero originario dell'emisfero settentrionale, è caratterizzato dal pelo nero nel periodo estivo e dal pelo bianco in inverno. La rarità di questa pelliccia faceva sì che fosse prerogativa dei più potenti, che la usavano per significare il proprio potere e autorità, indossandola ad esempio come mantello cerimoniale durante un'incoronazione. Il duca Giovanni III fu il primo a farne il motivo principale del suo stemma. Da allora appare sui sigilli dei duchi e poi degli Stati di Bretagna, nella cattedrale di Saint-Corentin a Quimper, sulle sabbiere di tante chiese, sui castelli di Montfort e un po' ovunque come supporto per gli stemmi di armi.
È diventato il simbolo della Bretagna perché, secondo una leggenda, durante una caccia di Anna di Bretagna con la sua corte, un ermellino riuscì a sfuggire all'uccisione dei cacciatori, ma, messo alle strette da un sentiero paludoso, l'animale preferì morire piuttosto che morire. sporcarsi. La duchessa Anna, colpita dal suo atteggiamento, raccolse l'ermellino e proibì a chiunque di toccarlo. Divenne l'emblema della Bretagna per il suo coraggio e diede origine al motto Potius mori quam foedari (“Piuttosto morire che contaminarsi”, in bretone kentoc'h mervel eget bezañ saotre).

### Motto
Il motto, o parola, dei Duchi di Bretagna è "A ma vie". Questa formula era usata dai duchi prima di Giovanni IV. La tradizione riporta anche la parola Potius mori quam foedari: "Piuttosto morire che disonore", oppure "Piuttosto morte che contaminazione" (in bretone: "Kentoc'h mervel eget bezañ saotret"). Appare una sola volta in un libro d'ore dedicato ad Anna di Bretagna e sembra essere un'aggiunta del XVII secolo.

### Investitura
Fino al 1385, i duchi erano semplicemente intitolati Duchi di Bretagna, ma dal 1385 furono nominati Duchi di Bretagna per grazia di Dio, per rivendicare la loro indipendenza. Tuttavia il titolo di duca non venne riconosciuto dal regno di Francia fino al 1297, che li riconobbe solo come conte di Bretagna, titolo utilizzato da altri sovrani, e che essi stessi scrivevano al re fino al 1256, ma poi utilizzato da i conti di Penthièvre, loro vassalli, discendenti di Oddone di Penthièvre, figlio minore di Goffredo I. Nel settembre del 1297, Filippo il Bello istituì la Bretagna come ducato nobiliare, eliminando così ogni ambiguità.

## Istituzioni ducali

### Capitale
La condizione di capitale, tra XV e XVII secolo, non corrisponde ad uno status istituzionale. Le capitali potevano essere città che lottavano per imporre questo status, imponendo il proprio primato, ma la capitale designava anche la città che ospitava determinate istituzioni. In entrambi i casi era necessaria una certa credibilità. In Bretagna sono interessate alcune città. Alla fine del XV secolo, quando Francesco II era duca di Bretagna, le funzioni politiche erano condivise tra tre città: Rennes, Nantes e Vannes. Ciascuno di loro aveva anche un siniscalco e un vescovado. Per quanto riguarda gli Stati della Bretagna, le loro sessioni non erano legate ad alcuna città.
Nantes divenne la necropoli ducale a partire da Pietro II. La città divenne la residenza principale della corte ducale sotto Francesco II. Il duca fece eseguire importanti lavori per il castello. La città ospitava anche i servizi del consiglio e della cancelleria della Bretagna, nonché, dal 1460, un'università.
Vannes ospitò la Camera dei conti di Bretagna, poi, dal 1485, sede di un Parlamento sedentario, responsabile dei ricorsi giudiziari, e che vi si riuniva per una sessione annuale di due mesi, ospitando così il potere finanziario e giudiziario.
Rennes fu la città dell'incoronazione ducale, celebrata nella cattedrale di Saint-Pierre. Era una funzione antica e soprattutto prestigiosa.
Tra il 1490 e il 1540 la fine dell'indipendenza fu segnata da alcune trasformazioni. L'Università di Nantes continua ad esistere, ma senza il sostegno ducale. La Camera dei conti viene spostata a Nantes, a scapito di Vannes. Le sessioni del parlamento non sono più sedentarie, ma condivise tra Nantes, Rennes e Vannes: le lettere del re che lo convocano indicano ogni anno il luogo in cui si terrà. Il consiglio e la cancelleria della Bretagna hanno sede esclusivamente a Rennes, a scapito di Nantes. Il ruolo di Vannes come capitale diminuì gradualmente a partire dalla prima metà del XVI secolo.

### Cariche
- Cancelliere della Bretagna, ebbe funzioni simili a quelle di un primo ministro, con poteri minori. Aiutò il Duca nelle sue decisioni. Il cancelliere bretone più famoso fu Guillaume Chauvin: ricoprì questa carica sotto il duca Francesco II, prima di essere incarcerato per le sue opinioni politiche da Pierre Landais, tesoriere della corte, al quale si era opposto. La cancelleria di Bretagna fu abolita da Carlo VIII di Francia nel 1494 con lettere patenti.
- Conestabile di Bretagna
- Maresciallo di Bretagna
- Ammiraglio di Bretagna
- Ciambellano di Bretagna
- Siniscalco di Bretagna

### Suddivisioni

Le nove province e i loro paesi tradizionali della Bretagna.

La Bretagna è storicamente suddivisa in nove province corrispondenti grosso modo ai nove vescovati bretoni:
- Bro Leon: Léon - Saint-Pol-de-Léon;
- Bro Gernev o Kernev: Cornouaille - Quimper;
- Bro Dreger o Bro Treger: Trégor - Tréguier;
- Bro St Brieg: Paese di Saint-Brieuc - Saint-Brieuc;
- Bro St Malù: Pays de Saint-Malo - Saint-Malo;
- Bro Zol: Pays de Dol - Dol-de-Bretagne;
- Bro Roazhon: Pays de Rennes - Rennes;
- Bro Naoned: Paese di Nantes - Nantes;
- Bro Waroch: Broerec o Pays de Vannes - Vannes.

Durante la guerra di successione britannica, ci fu un piano per dividere la Bretagna in due ducati, uno a nord, l'altro a sud.
Il territorio era ulteriormente suddiviso in contee, visconti, baronie, baliati, siniscalchi e territori ecclesiastici.

## Eredità

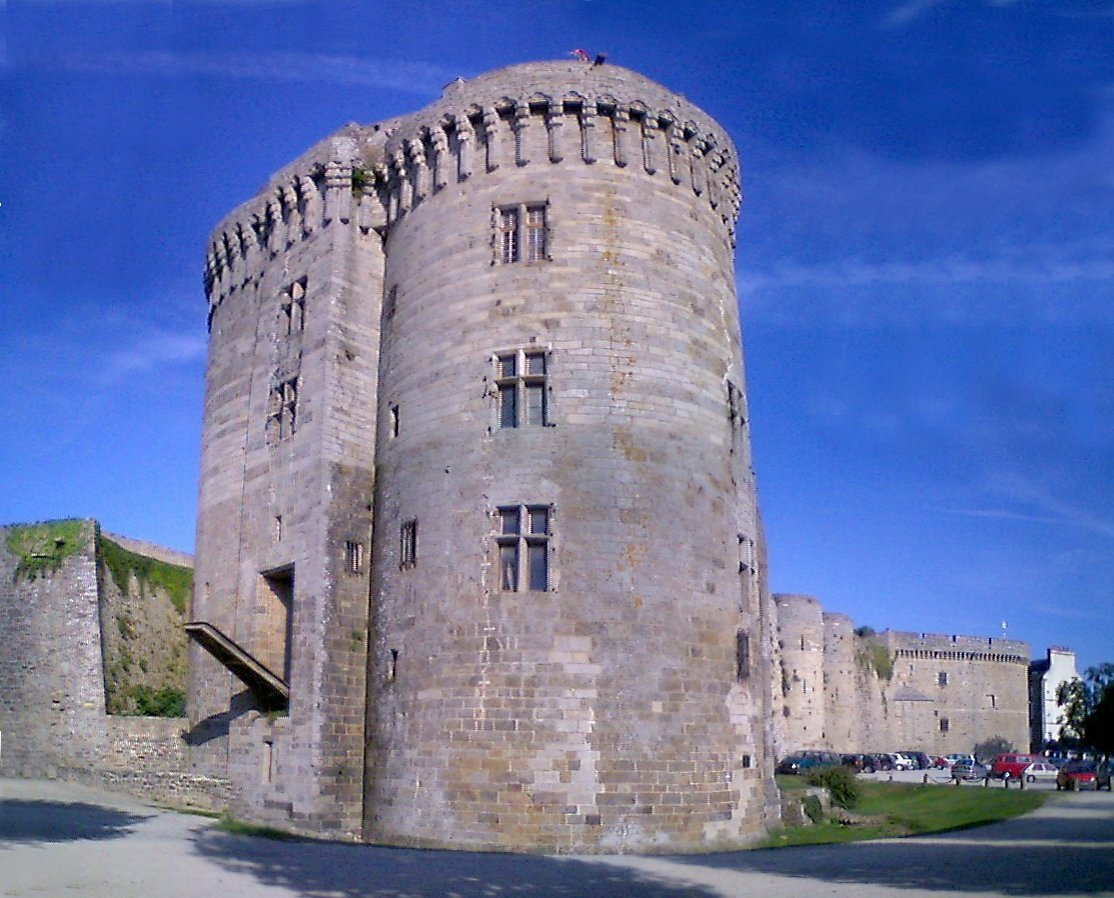
Il castello di Dinan del XIV secolo, il mastio della duchessa Anna

Non esiste un moderno Ducato di Bretagna. Il Ducato di Bretagna e il titolo sovrano e il ruolo del Duca di Bretagna non esistono più nella moderna V Repubblica di Francia. Il Parlamento bretone non esiste più. La sua sede era a Rennes. Fu sciolto da Luigi XIV, ma il Parlamento votò per ignorare l'ordine di scioglimento del Re sostenendo che solo lui aveva l'autorità di sciogliere questo organo legislativo e giudiziario. Dal 1956, esiste la Regione amministrativa della Bretagna, che tuttavia comprende solo l'80 percento dell'ex Ducato di Bretagna. Il restante 20 percento dell'ex Ducato è il dipartimento della Loira Atlantica che ora si trova all'interno della regione dei Paesi della Loira, la cui capitale, Nantes, era la capitale storica del Ducato di Bretagna.